# Élections législatives de 2007 en Lorraine
Bilan des élections législatives françaises de 2007 en Lorraine
- UMP : 17 députés (dont 3 femmes)
- PS : 6 députés (dont une femme)

Statistiques :
- Inscrits : 1 223 627
- Votants : 923 478 (55,44 %)
- Exprimé : 895 033 (96,92 %)

Abstention record en Lorraine : 
- 1er tour : 44,79 %
- 2d tour : 44,56 % (44,49 % en 2002)

La liste des candidats est la suivante :

## Meurthe-et-Moselle
- UMP : 4 députés (-1)
- PS : 3 députés (+1)

### 1recirconscription-Nancyet agglomération Nord-Est
- Laurent Hénart - UMP : 45 % au 1er tour, qualifié pour le 2d tour ; réélu avec 50,8 % des voix
- Mathieu Klein - PS : qualifié pour le 2d tour avec 32 % des voix
- Alain Miton - UDF MoDem
- Sylvie Petit - LCR
- Marie-Hélène Faivre - LV
- Delphine Zachary - FN

### 2ecirconscription-Nancyet agglomération Sud-Est
- Hervé Féron - PS : 32 % au 1er tour, qualifié pour le 2d tour ; élu avec 50,65 % des voix
- Patricia Burckart - UMP : qualifiée pour le 2d tour avec 40 % des voix
- Marc Saint-Denis - UDF MoDem
- Jean-Paul Oury - Alternative libérale : 0,23 %
- Jean-Christophe Berche - LCR
- Sandrine Grunewald - FN

### 3ecirconscription-Nancyet agglomération Ouest
- Valérie Rosso-Debord - UMP : 43,38 % au 1er tour ; qualifiée pour le 2d tour ; élue avec 51,37 % des voix
- Pascal Jacquemin - PS : qualifié pour le 2d tour avec 29,27 % des voix
- Lucienne Redercher - UDF MoDem : 9,89 %
- Patrick Hatzig - PCF : 4,28 %
- Serge Alet - FN : 4,12 %
- Emilie Colin - Gauche Alternative 2007 : 2,56 %

### 4ecirconscription-Lunéville
- Jacques Lamblin - UMP : 45 % au 1er tour, qualifié pour le 2d tour ; élu avec 57,85 % des voix
- Laurence Demonet - PS : qualifiée pour le 2d tour avec 17 % des voix
- Jean-Louis Guenego - Alternative libérale : 0,27 %
- Philippe Fleurentin - Gauche Socialiste et Républicaine
- Luc Binsinger - UDF MoDem
- Isabelle Gérard - LCR
- Marie-Neige Houchard - LV
- Jean-Luc Manoury - FN

### 5ecirconscription-Toul
- Nadine Morano - UMP : 48 % au 1er tour, qualifié pour le 2d tour ; réélue avec 52,82 % des voix
- Michèle Pilot - PS : qualifiée pour le 2d tour avec 31 % des voix
- Claude Rivat Mouvement Démocrate
- Jorge Bocanégra - LV
- Rodolphe Bauer - LCR
- Mireille Gerar - FN

### 6ecirconscription-Pont-à-Mousson,Briey
- Jean-Yves Le Déaut - PS : 35 % au 1er tour, qualifié pour le 2d tour ; réélu avec 58,62 % des voix
- Paul Giroux - UMP : , qualifié pour le 2d tour avec 33 % des voix
- Jacky Zanardo - PCF
- Jules-Alain Ramananjaona - UDF MoDem
- Sébastien Borges - LCR
- Nicolas Penel - LV
- Daniel Verguet - FN

### 7ecirconscription-Longwy
- Christian Eckert - PS : 25 % au 1er tour, qualifié pour le 2d tour ; élu avec 53,95 % des voix
- Édouard Jacque - UMP : qualifié pour le 2d tour avec 38 % des voix
- Henri Gounaud - Communistes 1,38 % des voix.
- Isabelle Karleskind - UDF MoDem
- Cyril Finance - LCR
- Oscar Scroccaro - LV
- Daniel Dervin - FN

## Meuse
- PS : 1 député (-1)
- UMP : 1 député (+1)

### 1ecirconscription - Meuse Sud -Bar-le-Duc,Commercy,Saint-Mihiel
- Bertrand Pancher - UMP : élu avec 53,17 % des voix.
- Dimitri Demange - Communistes 0,90 % des voix.
- Thibaut Villemin - PS
- Alexandre Lombard - UDF

### 2dcirconscription - Meuse Nord -VerdunetMontmédy
- Jean-Louis Dumont - PS : réélu avec 52,92 % des voix
- Jean-Marie Cousin - Mouvement Démocrate
- Arsène Lux - Debout la République

## Moselle
- UMP : 8 députés
- PS : 2 députés

### 1ecirconscription -Metzet agglomération Nord-Ouest
- François Grosdidier - UMP : réélu avec 52,4 % des voix
- Gérard Terrier - PS : qualifié pour le second tour
- Patrick Abate - PCF
- André Bauer - ?
- Fernand Beckrich - LCR
- Louisa Benzaïd - Candidate citoyenne (sans étiquette)
- Aminata Diagne et Jérôme Gleizes - Les Verts
- Geneviève Fray - MNR
- Thierry Gourlot - FN
- Alain Noiré - ?
- Fabien Schmitt - LO
- Pascal Schmitt - ?
- Robert Schramm - MPF
- Laura Tared - Mouvement Démocrate
- Marie-Alexandre Zinszner - La France en action

### 2ecirconscription-Metzet agglomération Sud-Ouest
- Denis Jacquat - UMP : réélu avec 55,89 % des voix
- Marie-Thérèse Gansoinat-Ravaine - PS : qualifiée pour le second tour
- Danièle Bori - PCF
- Gaud Chauvin - MEI
- Albert Dal Pozzolo - PT
- Gaël Diaferia - LCR
- Madeleine Jarre - La France en action
- Françoise Grolet (pt) - FN
- Brigitte Leblan - Les Verts
- Jean-Marie Nicolay - MNR
- Raphaël Pitti - Mouvement Démocrate
- Philippe Ries - MPF
- Mario Rinaldi - LO

### 3ecirconscription-Metzet agglomération Est
- Marie-Jo Zimmermann - UMP : réélue au 1er tour avec 50,96 % des voix
- Armand Bemer - Les Verts
- Juliane Bir - Mouvement Démocrate
- Ralph Blindauer - PCF
- Hervé Coleou - LCR
- Josiane Hadjduk - La France en action
- Marie-Odile Hammer - FN
- Etienne Hodara - LO
- Irène Kornetzky - MEI
- Eliane Martinot - MPF
- Christiane Pallez - PS
- Francis Petitpas - MNR

### 4ecirconscription-Château-Salins-Sarrebourg
- Alain Marty - UMP : réélu au 1er tour à 56,67 %
- Yves Baccichetti - La France en action
- Daniel Beguin - Les Verts
- Olivia Chaponet - PS
- Estelle Gallot - PCF
- Dany Kocher - Mouvement démocrate
- Monique Marquet - MEI
- Simone Pierre - MNR
- Nathalie Pigeot - FN
- Annie Rieupet - LO
- Laurent Simon - Solidarité et progrès
- Catherine Stotzky - LCR
- Laurent Vaucher - MPF
- Brigitte Zerres-Mijailovic - ?

### 5ecirconscription-Bitche-Sarreguemines
- Céleste Lett - UMP : réélu au 1er tour avec 61,38 % des voix
- Dieter Ahrens - MNR
- Diane Bousset - LO
- Céline Chamagne - PCF
- Danièle Douet - Mouvement Démocrate
- Claire Dreidemy - PT
- Andrée Jacques - MPF
- Astrid Koerperich - FN
- Gilbert Maurer - PS
- Jean Minnaert - Les Verts
- Nicole Mussle - LCR
- François Weislinger - La France en action

### 6ecirconscription-Forbach
- Pierre Lang - UMP : réélu avec 65,26 % des voix
- Michel Obiegala - PS : qualifié pour le second tour
- Mauro De Vito - LCR
- Manuel Gehring - MPF
- Marie-Emma Hesse - PCF
- Alfred Jung - Centriste indépendant
- Jean-Paul Kaas - La France en action
- Annick Martin - MNR
- Muriel Rodermann - PRG
- Francis Schmitt - Mouvement démocrate
- Thierry Schulz - LO
- Eric Vilain - FN

### 7ecirconscription-Boulay-Moselle
- André Wojciechowski - UMP : élu au 1er tour avec 52,12 % des voix
- Gérard André - ?
- Marc Boyer - ?
- Bernard Brion - FN
- Pascal Grimont - LO
- Hervé Hocquet - MPF
- Alexandre Omeljanczyk - LCR
- Jean-Marie Marcelet - MNR
- Madeleine Mazzone - PCF
- Patricia Simonet - Mouvement Démocrate
- Gilbert Poirot - Les Verts
- Jean-Paul Steinmetz - La France en action
- Paola Zanetti - PS

### 8ecirconscription-Rombas-Bouzonville
- Aurélie Filippetti - PS : élue avec 50,97 % des voix
- Alain Missoffe - UMP : qualifié pour le second tour
- Michèle Charaux - MPF
- Jean-Paul Dastillung - Mouvement démocrate
- Annick Jolivet - LO
- Vito Laricchuita - PCF
- Josiane Madelaine - Les Verts
- Hélène Respice-Triffon - MEI
- Anne-Marie Salette - FN
- Jean Scharre - UMP diss.
- Éliane Somsois - MNR
- Gilles Stephan - La France en action
- Michel Zimmermann - LCR

### 9ecirconscription-Thionville-Est
- Anne Grommerch - UMP remplace Jean-Marie Demange (s'est suicidé après avoir tué sa maîtresse le 17 novembre 2008) - UMP : réélu avec 55,1 % des voix
- Bertrand Mertz - PS : qualifiée pour le second tour
- Jean-Louis Renard - FN
- Élyane Romani - Les Verts
- Catherine Casilli - LCR
- Rachid Bahloul ?
- Catherine Lainez - Lutte ouvrière
- Nicole Anell - MNR
- Catherine Baillot - Mouvement démocrate
- Nadine Cappronnier - MEI
- Gilbert Nucera - PCF
- Jamel Mouhli - La France en action
- Josiane Lagrange - MPF
- Patrick Luxembourger - UMP diss.

### 10ecirconscription-Thionville-Ouest
- Michel Liebgott - PS : réélu avec 56,10 % des voix
- Christine Ferrari - UMP : qualifiée pour le second tour
- Michel Monpeurt - FN
- Michel Jakubczyk - PT
- Odile Vincent-Falquet - LCR
- Bernard Thierry - LO
- Roger Tirlicien - PCF
- Alain Hugel - MNR
- Samuel Zonato - Mouvement démocrate
- Guy Alexandre - FN diss.
- Jean-Luc Mazzili - Les Verts
- Marie-Michèle Blimer - MPF
- Oonagh Weldon - MEI
- Serge Guersing - LFA

## Vosges
- UMP : 4 députés (0)

### 1recirconscription-Épinal
- Michel Heinrich - UMP : réélu au 1er tour avec 53,15 % des voix
- François Ferrier - FN
- Pierre-André Corizzi - PT
- Daniel Masson - MPF
- Gérard Schuller - MNR
- Marie-France Glaudel - PS
- Francis Michel - La France en action
- Raphaël Pecheur - LCR
- Evelyne Abbot - LO
- Claude Aubert - Rassemblement pour Initiative Citoyenne
- Nathalie Mercier - UDF-MoDem

### 2ecirconscription-Saint-Dié-des-Vosges
- Gérard Cherpion - UMP : réélu avec 55 % des voix
- Christian Pierret - PS : qualifié pour le second tour avec ?? % des voix
- Jacques Balu - LO
- Chantal Odile - FN
- Pascal Davion - MNR
- Michel Mangin - La France en action
- Sandra Blaise - PCF
- Catherine Bitterlin - MEI
- Pascal Thomas - UDF-MoDem
- Catherine Calais - LCR

### 3ecirconscription-Gérardmer-Remiremont
- François Vannson - UMP : réélu au 1er tour avec 53,7 % des voix
- Chantal Ferry-Vuillemin - FN
- Lucien Monseaux - MNR
- Ghislaine Mokrane - La France en action
- Jeanne-Françoise Langlade - LO
- Jean-François Fleck - Les Verts
- Martine Colson - MPF
- Gilbert Poirot - Divers gauche
- Jacqueline Bedez-Stouvenel - PS
- Eric Defranould - LCR
- Gérard Michel - UDF-MoDem

### 4ecirconscription-Neufchâteau-Vittel
- Jean-Jacques Gaultier - UMP : réélu avec 55,72 % des voix
- Christian Franqueville - PS : qualifié pour le second tour avec ?? % des voix
- Bernard Bazin - FN
- Xavier Boury - LO
- Marie-Thérèse Bougard - La France en action
- François Grossi - Divers droite
- Fabien Leboul - MNR
- Géry Barbot - Solidarité, écologie, gauche alternative
- Fabienne Contois - MPF
- Maryse Ohnensstetter - UDF-MoDem